# Contea di Bleckley
La contea di Bleckley (in inglese Bleckley County ) è una contea dello Stato della Georgia, negli Stati Uniti. La popolazione al censimento del 2000 era di 11 666 abitanti. Il capoluogo di contea è Cochran.